# Euacanthe usambarensis
Euacanthe usambarensis är en svampart som först beskrevs av Rehm, och fick sitt nu gällande namn av Ferdinand Theissen 1917. Euacanthe usambarensis ingår i släktet Euacanthe och familjen Scortechiniaceae.   Inga underarter finns listade i Catalogue of Life.